# Kunstmanagement
Kunstmanagement ist ein Sammelbegriff: Das Kunstmanagement im funktionalen Sinn befasst sich mit der Führung und Verwaltung von Organisationen und Unternehmen im Bereich der Bildenden Kunst, der Musik, der Darstellenden Kunst, und der Film- und Medienkunst. Als Kunstmanager im institutionellen Sinn verstehen sich Personen mit vorwiegend organisatorischer oder leitender Tätigkeit in der Kulturwirtschaft und der Kunstwirtschaft, des staatlichen, des kommunalen, und des privatwirtschaftlichen Sektors.
Der Begriff wird nach Belieben verwendet: Manche Werbeagenturen nennen es Kunstmanagement, für ein Unternehmen ein kunstfreundliches Image zu schaffen; manche Eventmanager nennen es Kunstmanagement, den Ablauf eines Kunstereignisses zu organisieren; manchmal wird das Künstlermanagement für einzelne Künstler als Kunstmanagement bezeichnet.

## Definitionen und Abgrenzungen
Der Oberbegriff zu Kunstmanagement ist Kulturmanagement. Das Kulturmanagement bezieht sich nicht auf Kultur insgesamt, sondern in engerem Sinn auf „Institutionen, Initiativen und Projekte, in denen Kunst entsteht, Kunstergebnisse gefeiert oder ritualisiert werden, kunstnahe Unterhaltung feilgeboten oder ästhetische Praxis angeregt wird.“
Vergleichbar tendiert der Begriff Kunstmanagement dazu, nicht für die Künste insgesamt zu gelten, sondern in engerem Sinn das Management im Bereich Bildende Kunst zu bezeichnen. Kunstmanagement wird deshalb manchmal als Ausschnitt des Kulturmanagements für die Bildende Kunst angesehen. Entsprechend neigen Manager in der Darstellenden Kunst und der Musik leichter dazu, sich als Teil des Kulturmanagements und nicht des Kunstmanagements zu betrachten. Managementfunktionen in Darstellender Kunst und Musik haben häufig Eigenbezeichnungen, die teils auf Traditionen des Theaters und Eigenheiten der Musikwelt zurückgehen:
- Intendanten eines Festspielhauses, eines Theaters oder Opernhauses
- Theatermanager
- Bühnenmanager

Einige Grundlagen des Managements der Institutionen in allen Kunstsparten sind jedoch ähnlich, und im Bereich der Hochkultur werden an das Kunstmanagement in der Bildenden Kunst, der Darstellenden Kunst und der Musik gleichermaßen höchste Ansprüche bezüglich der wissenschaftlichen und künstlerischen Fachkompetenz gestellt: Die Entscheidungen müssen auf dem Stand der Kunstwissenschaften sein, der Kunstkritik standhalten, und auf kulturpolitische Eingriffe reagieren, während die finanzielle Basis infrage gestellt sein kann.
Besonders für die zeitgenössischen Künste haben durch staatliche, kommunale oder private Förderung fachlich unabhängige Institutionen der Bildenden Kunst, Darstellenden Kunst, Musik und Literatur eine entscheidende inhaltliche Bedeutung: oft wird erst durch ihre Präsentationen und Publikationen die gesellschaftliche Relevanz künstlerischer Arbeiten, Konzepte und Lebensläufe erkennbar.

## Aufgaben
Die Aufgaben liegen im Spannungsfeld von Kunst und Kommerz. Kunstmanager agieren zwischen Kunstförderung, Verwaltung und Etatvorgaben. In der Privatwirtschaft ist mit Investitionsentscheidungen, Marktwerten, Finanzierungen und Gewinninteressen umzugehen.
Durch das Auswählen von Künstlern und Werken nimmt das Kunstmanagement Einfluss auf die Kunst, die ihren Weg zum Publikum findet. Umgekehrt verhindert der Kunstmanager auch Kunst, nämlich die, die er nicht anbietet. Er trägt damit besondere Verantwortung hinsichtlich der Kunstfreiheitsgarantie (Art. 5 Abs. 3 GG).

## Studium
In Deutschland kann Kunstmanagement als Masterstudiengang an der Hochschule für Musik und Tanz Köln, der Kunsthochschule für Medien Köln, der Robert Schumann Hochschule Düsseldorf und der Kunstakademie Düsseldorf studiert werden. Diese Hochschulen haben 2005 das Zentrum für Internationales Kunstmanagement CIAM gegründet. Entsprechend der Ausrichtung der vier Partnerhochschulen (Bildende Kunst, Musik, Darstellende Kunst, Film- und Medienkunst, Kunst-, Musik- und Medienwissenschaften), bezieht das Studium alle Kunstsparten ein. Der Masterstudiengang setzt sich aus wählbaren Pflichtveranstaltungen, Praxisseminaren, Wahlveranstaltungen und Blockseminaren folgender Gebiete zusammen: Kunst- und Kulturwissenschaften; Organisation, Technik und Management; Finanzen und Wirtschaft; Recht.
An der staatlich anerkannten privaten Karlshochschule in Karlsruhe wird ein Bachelorstudiengang Kunst- und Kulturmanagement angeboten. Kunstmanagement kann im übrigen deutschen Sprachraum an manchen Universitäten ein Schwerpunkt innerhalb eines Masterstudiengangs Kulturmanagement sein.
In Österreich bietet die Universität für angewandte Kunst Wien seit 2001 den Masterlehrgang für Kunst- und Kulturmanagement „Art & Economy“ als ein rein auf betriebswirtschaftlichen Zielen (Marketing und Management) aufgebautes Angebot für Kunst- und Kulturschaffende an.

## Berufsfelder
Die Berufsbezeichnung Kunstmanager ist weder gesetzlich geschützt noch von staatlicher Seite eingeführt. Kunstmanager im eigentlichen Sinne sind jedoch nur Mitarbeiter auf Positionen, wo tatsächlich Steuerungshandlungen in arbeitsteiligen Prozessen ausgeführt werden. Managementpositionen umfassen oft Tätigkeiten im Marketing, in der Öffentlichkeitsarbeit, in der Verwaltung und in der Kunstvermittlung.
Das Berufsfeld Kunstmanagement steht in Zusammenhang zum Kunstbetrieb und Kulturbetrieb, zur Kulturwirtschaft und zur Kulturpolitik. Je nach Abschluss und Schwerpunktsetzung können Absolventen eines Studiengangs Kunstmanagement in unterschiedlichen Bereichen arbeiten:
- Im öffentlich-rechtlichen Kunstbetrieb: Museen und Kunsthallen; Opernhäuser, Konzerthäuser und Orchester; Schauspielhäuser und Theater; soziokulturelle Zentren
- Im Privatwirtschaftlichen Kunstbetrieb: Management einer Kunstgalerie, Kunsthandlung; kommerzielle Unternehmen im Kunstmarkt, im Buchmarkt, in der Filmwirtschaft, in der Musikwirtschaft
- In Gemeinnützigen Kultureinrichtungen wie Stiftungen und Vereinen
- In staatlichen Behörden, wie etwa Kulturämtern

## Kunstmanager
Als Kunstmanager von Ausstellungsinstitutionen Bildender Kunst bekannt sind beispielsweise Okwui Enwezor, Nicolaus Schafhausen und Sabrina van der Ley, eine der beiden Leiterinnen der Hamburger Kunsthalle und seit 2011 Direktorin des Museums für Zeitgenössische Kunst in Oslo.
Davon zu unterscheiden ist die wirtschaftlich unter Umständen hochwertige Beratungsleistung eines Kunstberaters, als kommerzielles Angebot im beruflichen Umfeld des Kunsthandels. Kunstberater arbeiten freiberuflich oder in einem Unternehmen. Sie müssen wie Kunsthändler, Galeristen und Verkaufsmanager wirtschaftlich kalkulieren. In der Wahl ihrer Berufsbezeichnung sind sie frei. In Gebrauch: Kunstberater, Art Advisor, Art Supervisor, Art Consultant, Kunstmanager.